# خوان دي بيلاسكو
خوان دي بيلاسكو إيه بيريث بيتروتشي (بالإسبانية: Juan de Velasco) قس يسوعي، وُلد في ريوبامبا في 6 يناير عام 1727. هو نجل كل من خوان دي بيلاسكو إيه لوبيث مونكايو وماريا بيريث بيتروتشي. وتُوفي في إيطاليا في 29 يونيو عام 1792.